# Libéria (entreprise)
Pour les articles homonymes, voir Libéria.
Libéria est une entreprise de fabrication de bicyclettes et de motocyclettes située à Grenoble, fondée en 1918 et liquidée en 1996,,.

## Histoire
Installés initialement à Vinay, les ateliers de fabrication de bicyclettes sont transférés en 1925 au 44 rue de Mortillet dans le quartier de l'Île Verte à Grenoble. Le nom choisi évoque la liberté retrouvée à la fin de la première guerre mondiale, en hommage à ce pays d'Afrique qui accueillait les esclaves noirs de retour d'Amérique sur leurs terres d'origine. De 1950 à 1970, l'entreprise employait jusqu'à 50 personnes. Ses bâtiments occupaient une superficie de 4 000 m2.
À partir de 1929, Libéria s'est lancée dans la fabrication de motos, de cyclomoteurs et de vélomoteurs. 
La fabrication de cyclomoteurs s'arrête en décembre 1968.
En 1956, la société crée sa propre équipe de cyclistes professionnels qui devient deux fois vainqueur du critérium du Dauphiné. À ses débuts et notamment en 1959, l'équipe est conduite par Henri Anglade.
De 1987 à 1990, elle s‘associe avec la formation professionnelle RMO pour constituer une nouvelle équipe, avec en particulier les coureurs Charly Mottet, Éric Caritoux et Thierry Claveyrolat.
En 2015, la marque est rachetée par un entrepreneur français qui a le projet de relancer la production de Libéria en France.

## Marques
En plus de la marque Libéria, l'entreprise a vendu ses bicyclettes notamment sous les marques « Edelweis », « Iser », « Le point d’interrogation » et « Vedettes », avant de sous-traiter pour Décathlon .

## Photos

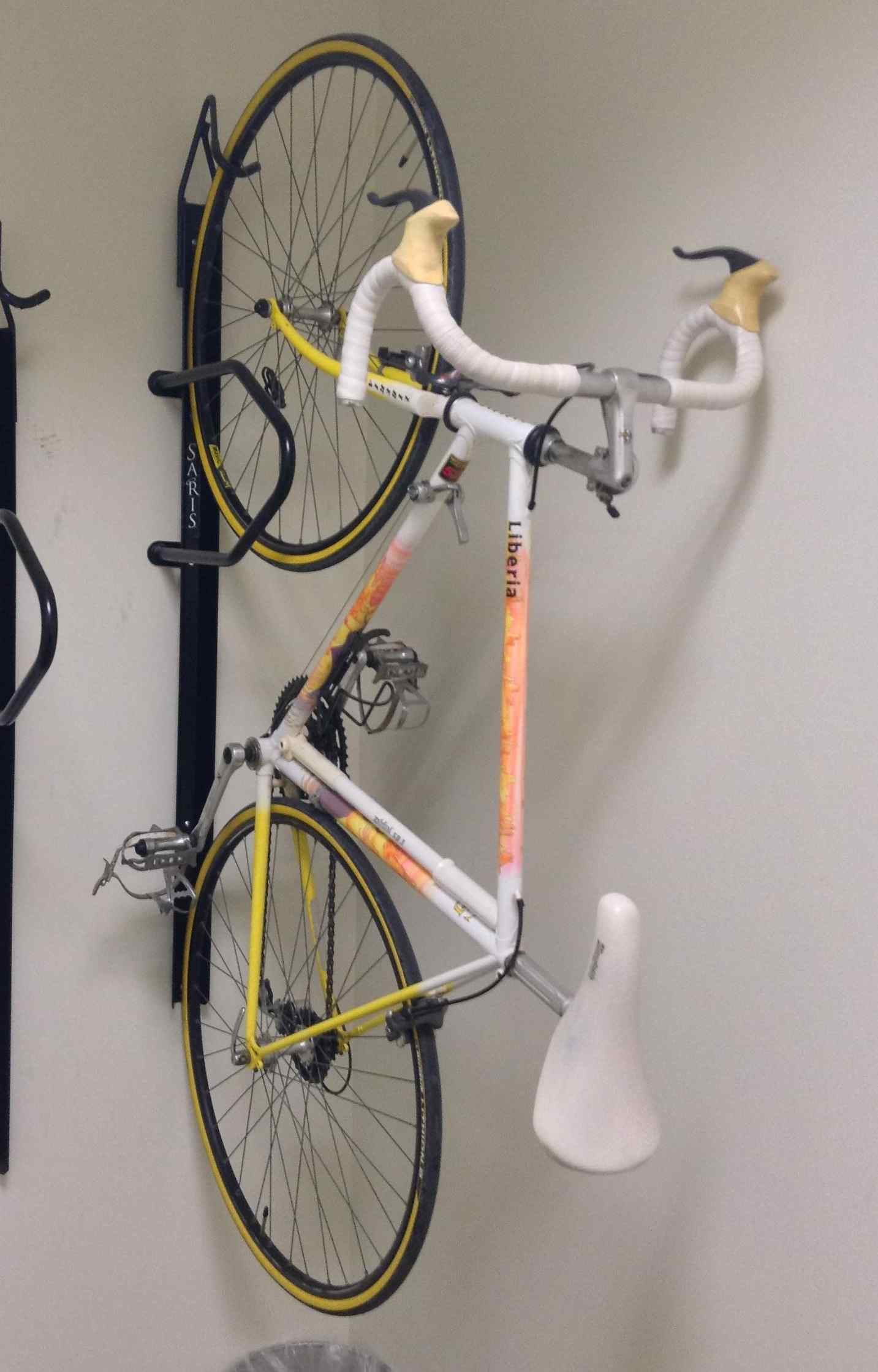
Vélo Liberia ~1990 avec pièces originales (sauf pneus) Laurent Lapinte Lestang possède un RMO de 1990...
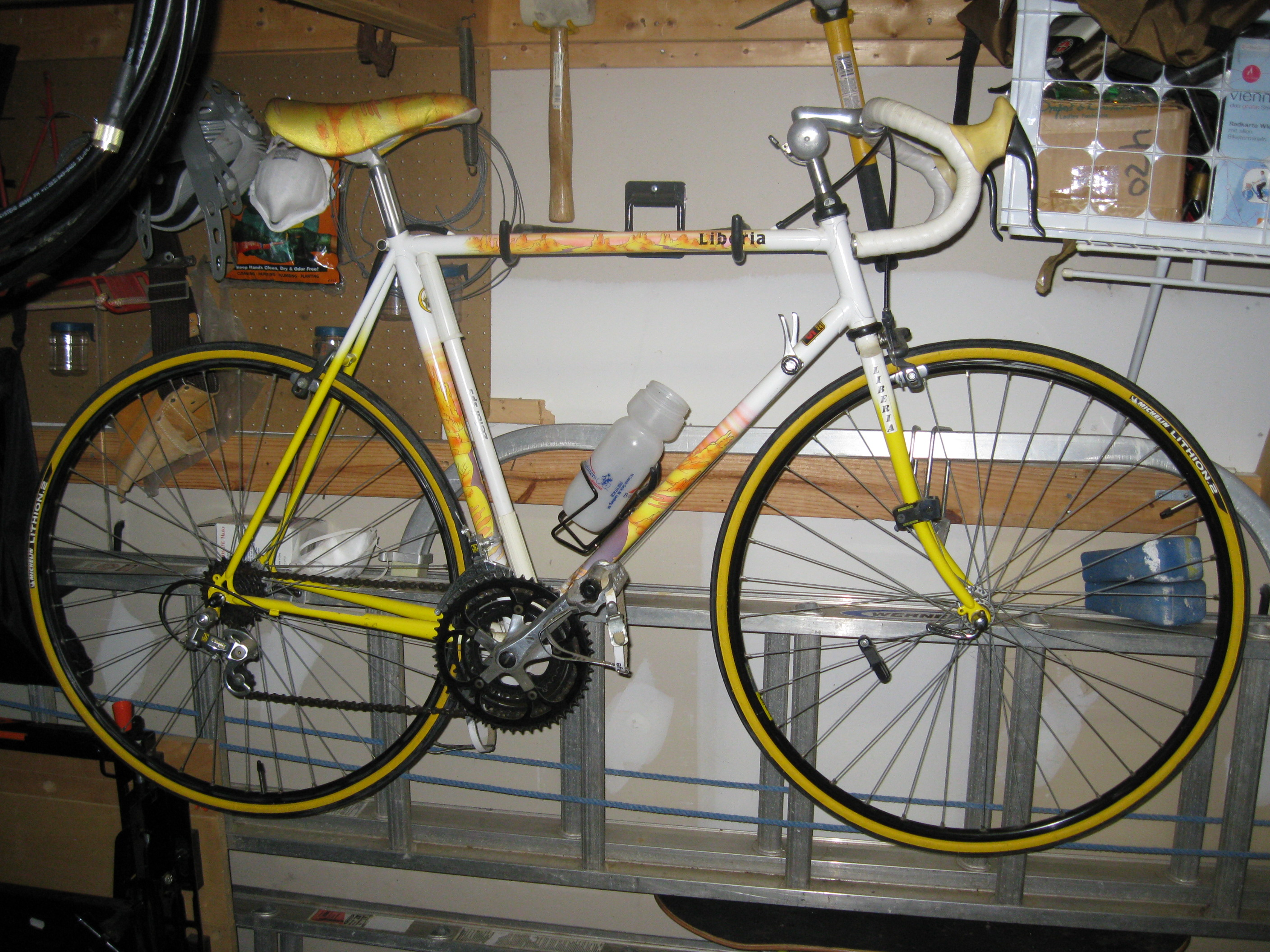
Vélo Liberia ~1990 avec pièces originales (sauf pneus) et couvre-selle
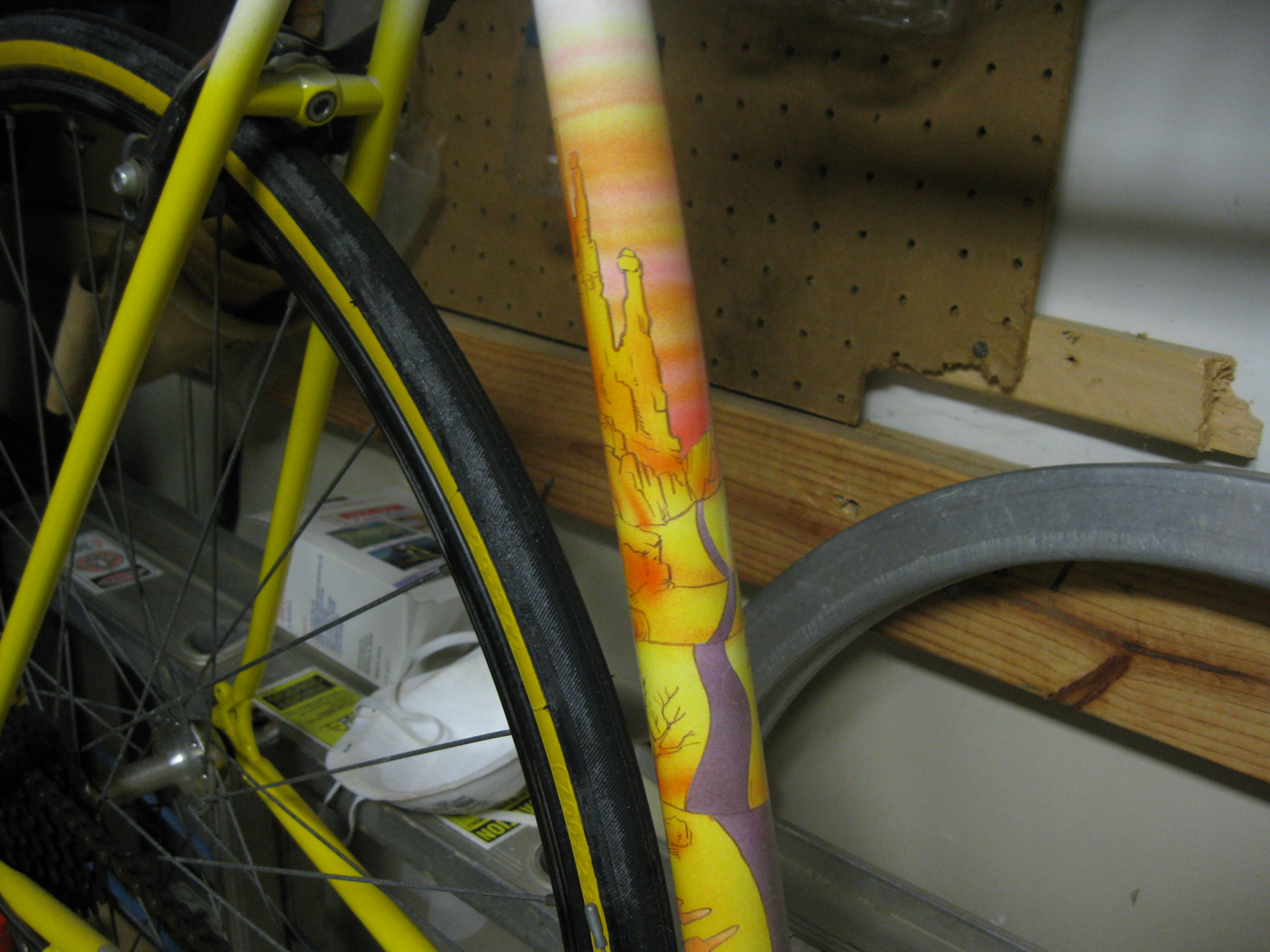
Vélo Liberia ~1990 de près pour les détails de la peinture
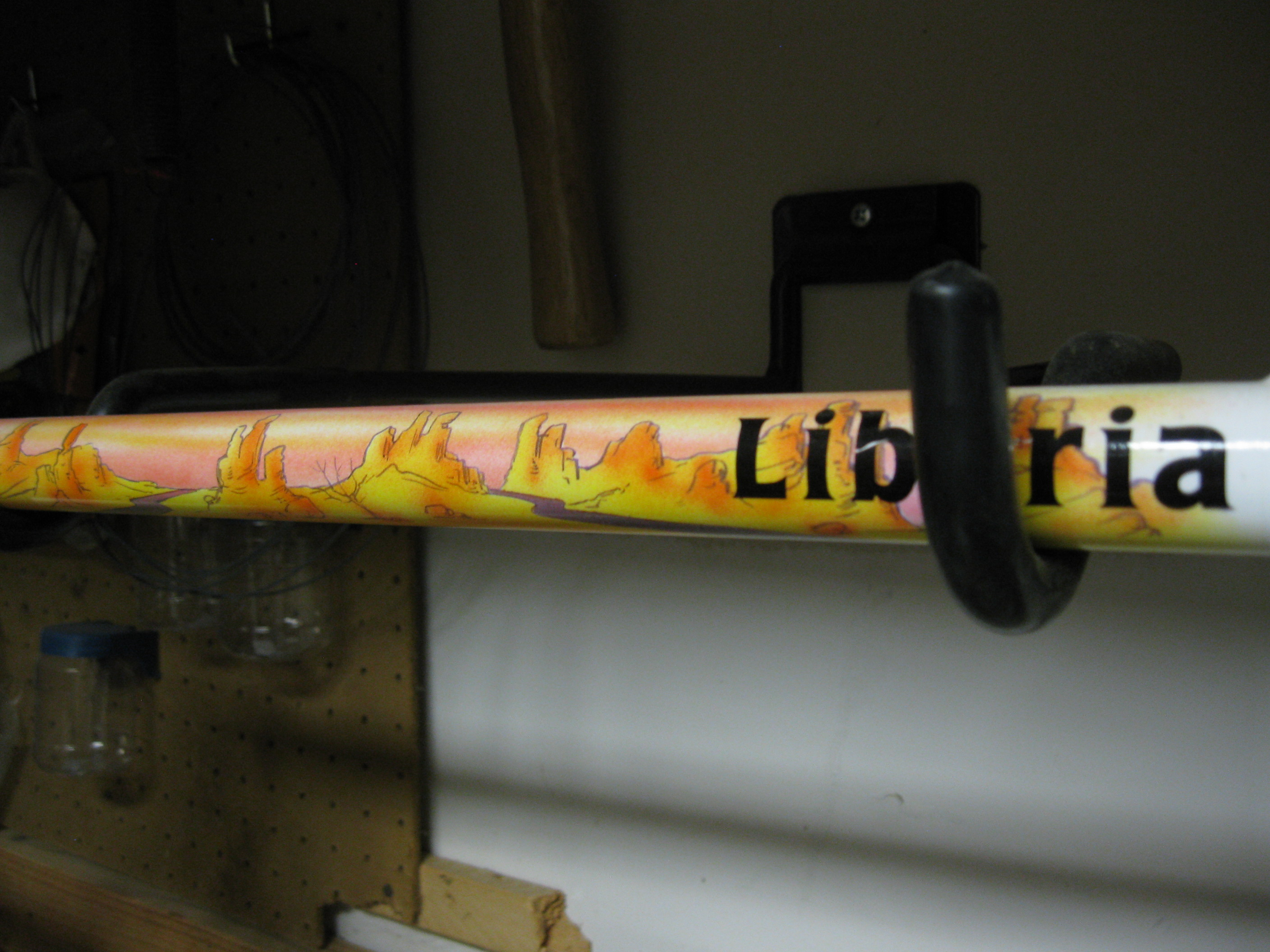
Vélo Liberia ~1990 de près pour les détails de la peinture
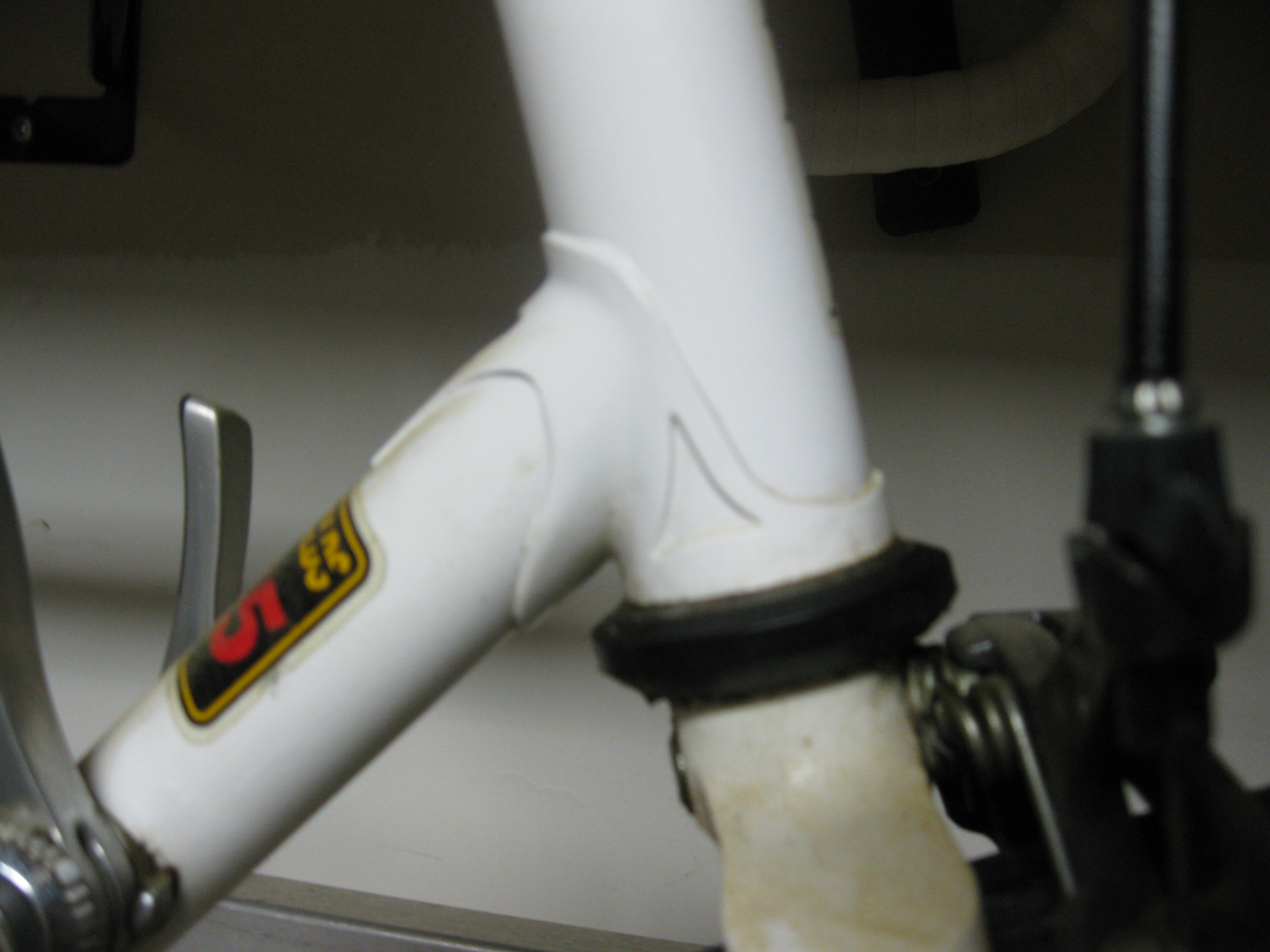
Vélo Liberia ~1990 de près pour les raccords des tubes en acier